# Рэмзи, Аарон
А́арон Джеймс Рэ́мзи (англ. Aaron James Ramsey; род. 26 декабря 1990, Кайрфилли) — валлийский футболист и игрок клуба УНАМ Пумас. Бронзовый призёр Чемпионата Европы 2016.

## Клубная карьера

### «Кардифф Сити»
Аарон попал в футбольную систему «Кардифф Сити» в восьмилетнем возрасте. Через восемь лет Рэмзи получил возможность дебютировать в первой команде в последнем для Кардиффа домашнем матче чемпионата футбольной лиги в сезоне 2006/07 против «Халл Сити». Аарон, чей возраст на тот момент составлял 16 лет и 124 дня, вышел на замену вместо Пола Перри и стал самым юным футболистом в истории Кардиффа, отняв это достижение у Джона Тошака.
В июне 2007 года представители «Кардифф Сити» обнародовали информацию, что ими отвергнуто предложение от одного из базирующихся в Лондоне клубов Премьер-лиги о приобретении Рэмзи за 1 миллион фунтов стерлингов. Также было отвергнуто подобное предложение, поступившее от «Эвертона».
Аарон подписал свой первый профессиональный контракт с клубом в декабре 2007 года. Он провёл свой первый матч в качестве профессионала 5 января 2008 года против клуба «Чейзтаун». Заменив Стивена Макфайла, Рэмзи продемонстрировал великолепную игру и забил второй гол «Кардиффа», выигравшего со счётом 3:1. Первой игрой, которую Аарон начал в стартовом составе, стал победный матч лиги против «Куинз Парк Рейнджерс». В общей сложности Рэмзи принял участие в своем дебютном сезоне в 22 матчах, включая 5 из 6 игр, сыгранных «Кардиффом» в Кубке Англии, в том числе в финале этого соревнования, став вторым по возрасту участником финала кубка после Кертиса Уестона.
Игра Аарона в четвертьфинале кубка Англии против «Мидлсбро», закончившемся победой «Кардиффа» со счётом 2:0, заставила обратить внимание на юный талант даже сэра Алекса Фергюсона. К этому моменту претендентами на подписание валлийского полузащитника уже были объявлены «Арсенал» и «Эвертон». Несмотря на то, что предложение «Манчестер Юнайтед» предполагало возможность обратной аренды Рэмзи в «Кардифф», клуб из Уэльса принял предложение «Арсенала». Президент «Кардиффа» объяснил это желанием самого игрока присоединиться к «канонирам».

### «Арсенал»
10 июня 2008 года по результатам переговоров представителей «Кардиффа», «МЮ», «Арсенала» и «Эвертона» было объявлено, что Рэмзи предпочёл продолжить свою карьеру в «Арсенале», который выплатил «Кардиффу» сумму в размере 4,8 миллионов фунтов стерлингов. Окончательный переход завершился подписанием 13 июня долгосрочного контракта. Аарон рассказал, что предпочёл перейти именно в лондонский клуб после того, как «Арсенал» организовал ему встречу на чемпионате Европы 2008 в Швейцарии с Арсеном Венгером, на которой тренер рассказал Рэмзи о своём видении его будущего в составе возглавляемой Венгером команды. На пресс-конференции, проведённой «Арсеналом», по поводу подписания контракта с Аароном французский тренер охарактеризовал семнадцатилетнего полузащитника, как игрока с хорошим стилем и техникой, а также хорошим видением поля.
Первым матчем в составе Арсенала для Аарона стала игра в третьем квалификационном раунде Лиги чемпионов УЕФА, состоявшаяся 13 августа 2008 против «Твенте». В лиге за «Арсенал» валлиец дебютировал 13 сентября против «Блекберна», отметившись голевой передачей на Эммануэля Адебайора. 23 сентября игрок провёл первый полный матч за «канониров» против «Шеффилд Юнайтед» в третьем раунде Кубка лиги, ассистировав на этот раз дважды. Свой первый гол за новую команду Рэмзи забил на групповой стадии Лиги чемпионов в ворота «Фенербахче», отправив мяч в сетку ворот дальним ударом.

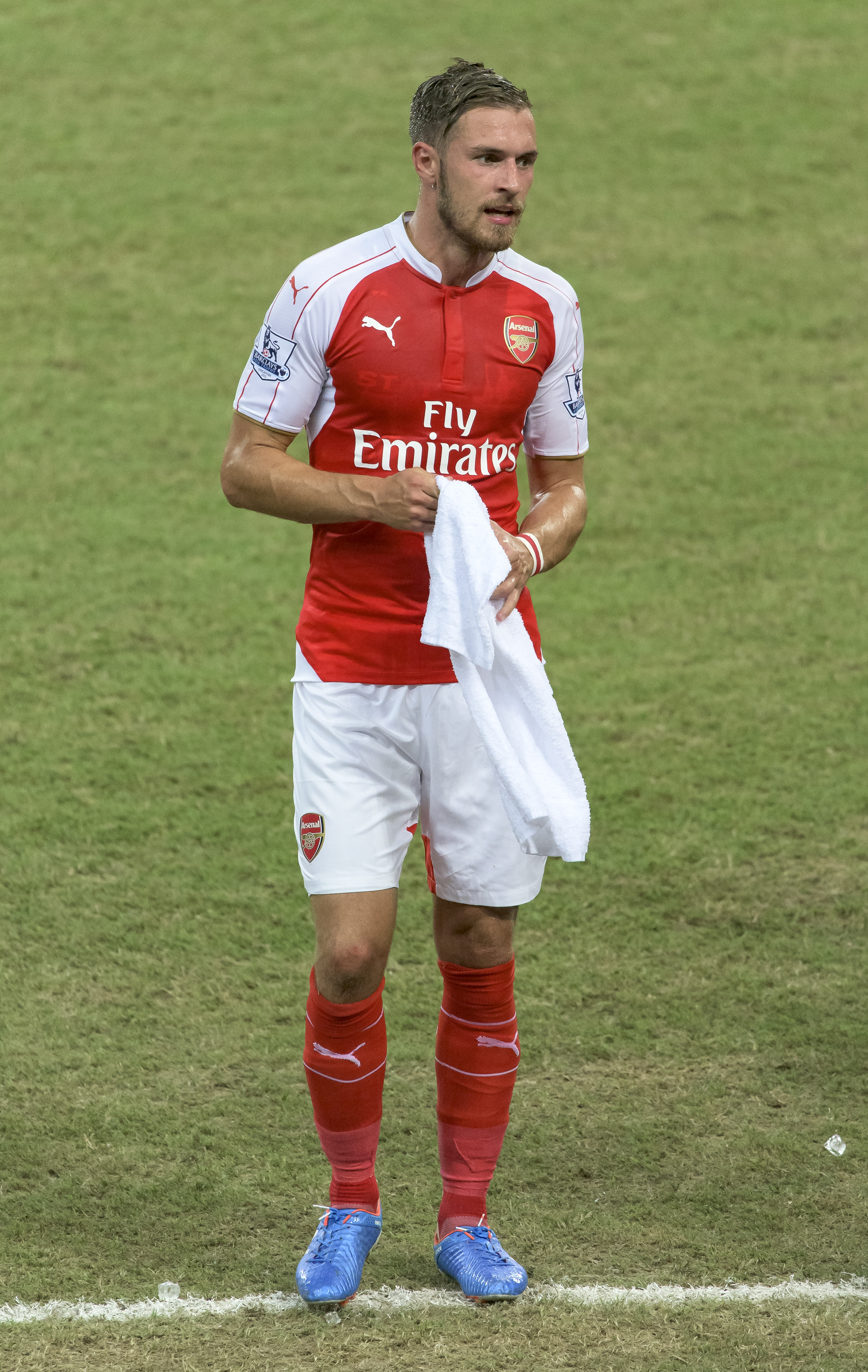
Рэмзи в составе «Арсенала»

27 февраля 2010 года получил тяжелейшую травму — открытый перелом ноги в матче между «Сток Сити» и «Арсеналом» в результате столкновения с защитником хозяев Райаном Шоукроссом. В течение семи минут Рэмзи оказывали помощь на поле, а затем увезли на «скорой» в больницу. Шоукросс был удалён с поля. Позднее Дэйв Китсон, наблюдавший тот матч со скамейки запасных «Стока», поведал, что Тони Пьюлис, который в то время тренировал «гончаров», ненавидел Арсена Венгера и стиль, в котором играла его команда. Пьюлис требовал играть максимально жестко в стыках и подкатах, а тех, кто отказывался, Тони отлучал от игр и тренировок с первой командой (что и произошло с самим Китсоном, капитаном команды Энди Гриффином и Энди Дэйвисом). Особенно эмоционально он заряжал своих игроков во время матчей с «Арсеналом». По мнению Китсона, это и стало причиной произошедшего, так как игроки совершенно потеряли контроль над собой.
В середине октября 2010 года Рэмзи вернулся к полноценным тренировкам. Ему понадобился месяц, чтобы набрать игровые кондиции, и 23 ноября 2010 года он вновь вышел на футбольное поле, это произошло в матче резервных составов «Арсенала» и «Вулверхэмптона». Через 2 дня Арон был отдан в аренду в «Ноттингем Форест» до конца года. В аренде он сыграл в пяти матчах. Вскоре после возвращения он вновь был отдан в месячную аренду, на этот раз в свой бывший клуб — «Кардифф Сити». Там он сыграл в шести матчах и забил один гол. Уэльский клуб предлагал продлить аренду, но «Арсенал» отказался. В заключительной части сезона Арон сыграл в восьми матчах за «канониров». Обычно он выходил на замену, но иногда попадал в стартовый состав. В одном из таких матчей он забил гол, это случилось 1 мая 2011 года в поединке против «Манчестер Юнайтед».
В следующих двух сезонах Рэмзи боролся с последствиями травмы. Как позже заметил Венгер, Арону далеко не сразу удалось забыть о том, как он получил повреждение, что сказывалось на его решимости в единоборствах. Кроме того, Рэмси не мог обрести стабильность, хорошие матчи он чередовал с блеклыми и часто подвергался критике со стороны болельщиков. Перелом наступил в середине сезона 2012/13. По итогам данного сезона процент успешных единоборств Рэмси перевалил за 90, что стало лучшим показателем среди игроков сильнейших европейских чемпионатов. В апреле по опросу болельщиков Арон был назван лучшим игроком месяца. Также 19 декабря 2012 года «Арсенал» объявил о подписании нового долгосрочного контракта с Рэмзи.

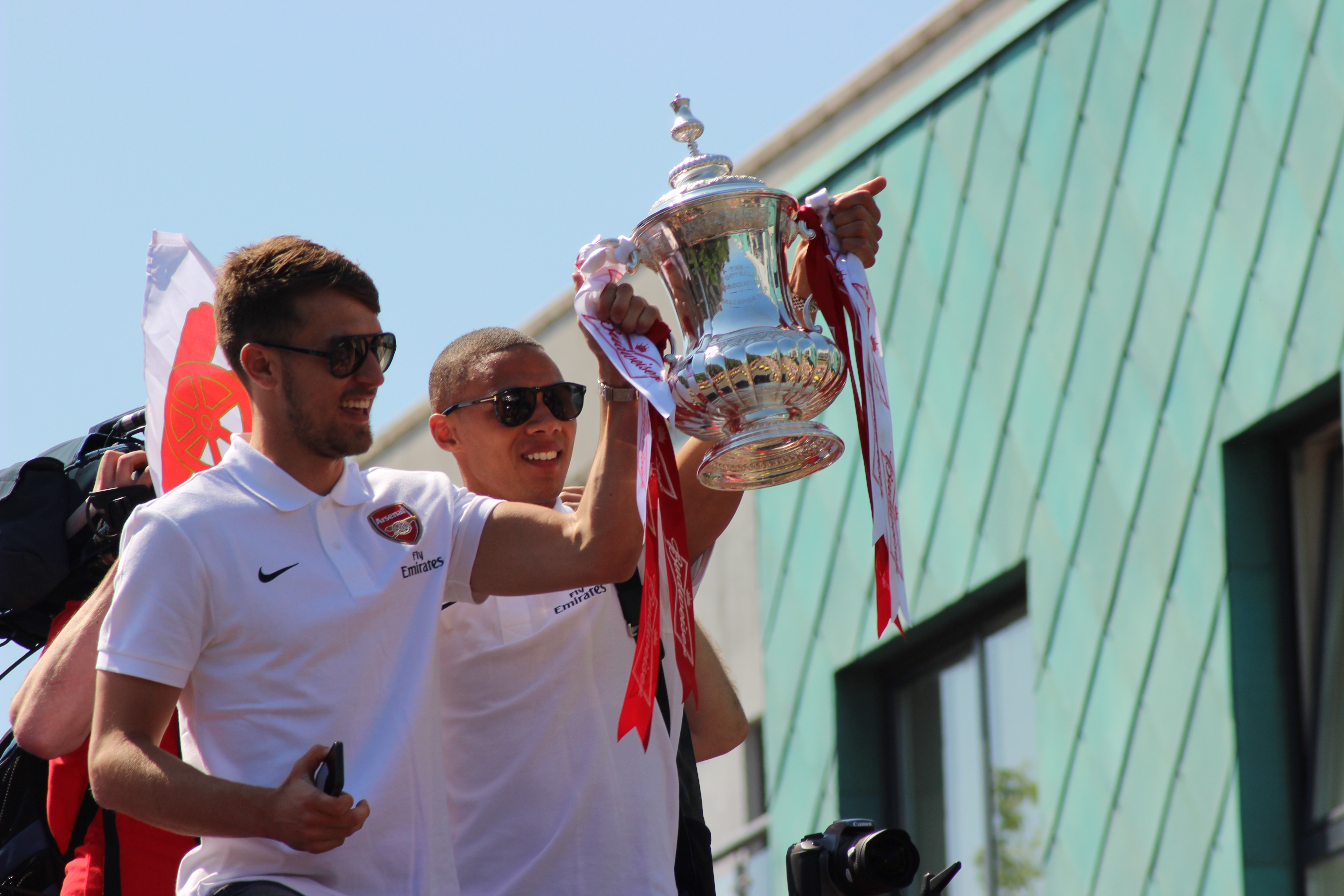
Рэмзи с Кубком Англии в 2014 году

Сезон 2013/14 Аарон начал, находясь в прекрасной форме. К 29 сентября он забил 8 голов в 9 матчах во всех турнирах. Кроме того, в первых пяти матчах чемпионата он, как и опорный полузащитник «Ливерпуля» Лейва, совершил 26 успешных отборов, что было наивысшим показателем среди всех игроков Премьер-лиги. В сентябре Рэмзи был назван лучшим игроком месяца в Премьер-лиге. Начиная с мая 2013 года Рэмси 5 раз подряд был избран болельщиками «Арсенала» игроком месяца, что стало первым случаем в истории данного голосования. В середине сезона Аарон получил травму, из-за которой пропустил 3 месяца. Его отсутствие сопровождалось серьёзным спадом в игре команды и её результатах. 18 марта Рэмзи подписал новый долгосрочный контракт с «Арсеналом». Успев восстановиться к апрелю, Рэмзи принял участие в заключительных матчах сезона, а также в финале Кубка Англии, в котором он забил победный гол. В мае Аарон также был признан болельщиками лучшим игроком месяца, а в июне подвели итоги опроса, согласно которому он стал лучшим игроком сезона в стане «канониров».
12 октября 2018 года Рэмзи заявил, что по завершении сезона покинет «Арсенал», так как стороны не сумели договориться о продлении контракта. Несмотря на то, что предварительная договоренность была достигнута, «Арсенал» по неназванным причинам отозвал предложение.

### «Ювентус»
11 февраля 2019 года Рэмзи подписал предварительный контракт с туринским «Ювентусом». Он перейдёт в итальянский клуб летом 2019 года, его зарплата составит более 400 тысяч фунтов в неделю. В 2019 году в дебютном матчи Серии А Рэмзи забил свой первый гол за «Ювентус» в матче против «Вероны».
В январе 2022 года отправился в полугодовую аренду в шотландский клуб «Рейнджерс». Дебютировал за клуб 6 февраля 2022 года в матче против клуба «Харт оф Мидлотиан», выйдя на замену на 76 минуте. Дебютный гол за клуб забил 20 марта 2022 года в матче против «Данди». Вместе с клубом дошёл до финала Лиги Европы УЕФА, где шотландский клуб уступил немецкому «Айнтрахту», где в серии пенальти валлийский футболист не смог реализовать удар с точки в серии пенальти. Спустя пару дней стал обладателем Кубка Шотландии, где в финале был побеждён клуб «Харт оф Мидлотиан», где футболист весь матч просидел на скамейке запасных. По окончании аренды вернулся в итальянский клуб. В июле 2022 года было официально объявлено об расторжении контракта с игроком.

### «Ницца»
1 августа 2022 года на правах свободного агента перешёл во французский клуб «Ницца». 7 августа дебютировал за «Ниццу» в матче Лиги 1 против «Тулузы», отличившись первым голом за новый клуб, сравняв счёт в матче (1:1).

### «УНАМ Пумас»
После истечения контракта с Кардифф Сити, стал свободным агентом и 4 июля 2025 года бесплатно стал игроком УНАМ Пумас. Контракт подписан до 30 июня 2026 года.

## Карьера в сборной
Рэмзи в течение 2007—2008 годов принял участие в 11 матчах молодёжной сборной Уэльса. 19 ноября 2008 года Аарон вышел в составе национальной сборной Уэльса в товарищеском матче против сборной Дании.
14 октября 2009 года Рэмзи забил свой первый гол за взрослую сборную. Это случилось в матче отборочного этапа чемпионата мира против сборной Лихтенштейна.
Восстановившись от серьёзной травмы, полученной в феврале 2010 года, Рэмзи был вызван в сборную на матч против сборной Англии, который должен состояться 26 марта 2011 года. И тут же он был назван капитаном команды, так как прежний капитан сборной Уэльса — Крейг Беллами — попросил не рассматривать его кандидатуру в дальнейшем, так как из-за постоянных проблем с коленом он не сможет регулярно играть за сборную. Это сделало Аарона самым молодым капитаном в истории сборной Уэльса.

## Достижения

### Командные
«Арсенал»
- Обладатель Кубка Англии (3): 2013/14, 2014/15, 2016/17
- Обладатель Суперкубка Англии (3): 2014, 2015, 2017

«Ювентус»
- Чемпион Италии: 2019/20
- Обладатель Кубка Италии: 2020/21
- Обладатель Суперкубка Италии: 2020

«Рейнджерс»
- Финалист Лиги Европы: 2021/2022
- Обладатель Кубка Шотландии: 2021/22

### Личные
- Молодой игрок года в Уэльсе (2): 2009, 2010
- Игрок месяца английской Премьер-лиги: сентябрь 2013
- Лучший игрок команды по версии болельщиков «Арсенала» (2): 2013/14, 2017/18
- Лучший ассистент чемпионата Европы: 2016
- Вошёл в состав символической сборной по итогам чемпионата Европы по версии УЕФА: 2016
- Автор лучшего гола месяца английской Премьер-лиги: октябрь 2018

## Личная жизнь и хобби
В июне 2014 года женился на Колин Роулэндс. 20 ноября 2015 года у пары родился сын.
В апреле 2025 года Рэмзи объявил о запуске собственного производства водки и собственного бренда TENS (который является отсылкой к десятому номеру, под которым играл футболист).

## Статистика
| Выступление        | Выступление      | Выступление      | Чемпионат | Чемпионат | Кубки | Кубки | Еврокубки | Еврокубки | Прочие | Прочие | Итого | Итого |
| Клуб               | Лига             | Сезон            | Игры      | Голы      | Игры  | Голы  | Игры      | Голы      | Игры   | Голы   | Игры  | Голы  |
| ------------------ | ---------------- | ---------------- | --------- | --------- | ----- | ----- | --------- | --------- | ------ | ------ | ----- | ----- |
| Кардифф Сити       | Чемпионшип       | 2006/07          | 1         | 0         | 0     | 0     | 0         | 0         | 0      | 0      | 1     | 0     |
| Кардифф Сити       | Чемпионшип       | 2007/08          | 15        | 1         | 6     | 0     | 0         | 0         | 0      | 0      | 21    | 1     |
| Кардифф Сити       | Итого            | Итого            | 16        | 1         | 6     | 0     | 0         | 0         | 0      | 0      | 22    | 1     |
| Арсенал (Лондон)   | Премьер-лига     | 2008/09          | 9         | 0         | 7     | 0     | 6         | 1         | 0      | 0      | 22    | 1     |
| Арсенал (Лондон)   | Премьер-лига     | 2009/10          | 18        | 3         | 7     | 2     | 6         | 0         | 0      | 0      | 31    | 5     |
| Арсенал (Лондон)   | Премьер-лига     | 2010/11          | 7         | 1         | 1     | 0     | 0         | 0         | 0      | 0      | 8     | 1     |
| Арсенал (Лондон)   | Премьер-лига     | 2011/12          | 34        | 2         | 3     | 0     | 7         | 1         | 0      | 0      | 44    | 3     |
| Арсенал (Лондон)   | Премьер-лига     | 2012/13          | 36        | 1         | 4     | 0     | 7         | 1         | 0      | 0      | 47    | 2     |
| Арсенал (Лондон)   | Премьер-лига     | 2013/14          | 23        | 10        | 3     | 1     | 8         | 5         | 0      | 0      | 34    | 16    |
| Арсенал (Лондон)   | Премьер-лига     | 2014/15          | 29        | 6         | 4     | 0     | 7         | 3         | 1      | 1      | 41    | 10    |
| Арсенал (Лондон)   | Премьер-лига     | 2015/16          | 31        | 5         | 4     | 1     | 5         | 0         | 0      | 0      | 40    | 6     |
| Арсенал (Лондон)   | Премьер-лига     | 2016/17          | 23        | 1         | 5     | 3     | 4         | 0         | 0      | 0      | 32    | 4     |
| Арсенал (Лондон)   | Премьер-лига     | 2017/18          | 24        | 7         | 2     | 0     | 6         | 4         | 0      | 0      | 32    | 11    |
| Арсенал (Лондон)   | Премьер-лига     | 2018/19          | 28        | 4         | 5     | 0     | 7         | 2         | 0      | 0      | 40    | 6     |
| Арсенал (Лондон)   | Итого            | Итого            | 262       | 40        | 45    | 7     | 63        | 17        | 1      | 1      | 371   | 65    |
| → Ноттингем Форест | Чемпионшип       | 2010/11          | 5         | 0         | 0     | 0     | 0         | 0         | 0      | 0      | 5     | 0     |
| → Ноттингем Форест | Итого            | Итого            | 5         | 0         | 0     | 0     | 0         | 0         | 0      | 0      | 5     | 0     |
| → Кардифф Сити     | Чемпионшип       | 2010/11          | 6         | 1         | 0     | 0     | 0         | 0         | 0      | 0      | 6     | 1     |
| → Кардифф Сити     | Итого            | Итого            | 6         | 1         | 0     | 0     | 0         | 0         | 0      | 0      | 6     | 1     |
| Ювентус            | Серия А          | 2019/20          | 24        | 3         | 4     | 0     | 6         | 1         | 1      | 0      | 35    | 4     |
| Ювентус            | Серия А          | 2020/21          | 22        | 2         | 1     | 0     | 7         | 0         | 0      | 0      | 30    | 2     |
| Ювентус            | Серия А          | 2021/22          | 3         | 0         | 0     | 0     | 2         | 0         | 0      | 0      | 5     | 0     |
| Ювентус            | Итого            | Итого            | 49        | 5         | 5     | 0     | 15        | 1         | 1      | 0      | 70    | 6     |
| Рейнджерс          | Премьер-лига     | 2021/22          | 4         | 2         | 2     | 0     | 1         | 0         | 0      | 0      | 7     | 2     |
| Рейнджерс          | Итого            | Итого            | 4         | 2         | 2     | 0     | 1         | 0         | 0      | 0      | 7     | 2     |
| Всего за карьеру   | Всего за карьеру | Всего за карьеру | 342       | 49        | 58    | 7     | 79        | 18        | 2      | 1      | 481   | 75    |